# Wojciech Kóčka
Wojciech Kóčka (ur. 13 października 1911 w Wownjowie, zm. 18 listopada 1965 w Poznaniu) – polski antropolog i archeolog, polski i serbołużycki działacz społeczny, sekretarz budziszyńskiego Komitetu Słowiańskiego, delegat Serbo-Łużyckiej Rady Narodowej, członek Komitetu Słowiańskiego w Polsce.

## Życiorys
Urodził się we wsi Wownjow (niem. Oehna) na Górnych Łużycach, leżącej obecnie w granicach miasta Budziszyna. W 1931 roku ukończył gimnazjum humanistyczne w Budziszynie i przez kilka miesięcy studiował na Wydziale Pedagogicznym Politechniki w Dreźnie. Od 1932 przebywał w Polsce. Po kursie na Uniwersytecie Ludowym w Dalkach koło Gniezna (gdzie co roku kształciło się po czterech Serbołużyczan) jeszcze w tym samym roku rozpoczął studia na Uniwersytecie Poznańskim w zakresie antropologii – u doc. Karola Stojanowskiego, prehistorii – u prof. Józefa Kostrzewskiego oraz etnografii i etnologii – u prof. dr Eugeniusza Frankowskiego. W roku 1936 uzyskał tytuł magistra filozofii z zakresu wymienionych dyscyplin na podstawie pracy Sunow, Konjecy, Ralbicy, Dobrosicy, Wownjow i Chrościcy pod względem antropologicznym.
W czasie studiów brał udział w badaniach archeologicznych na terenie Wielkopolski, m.in. w latach 1934–1938 w Biskupinie i 1937–1938 w Gnieźnie oraz w inwentaryzacji grodzisk wczesnośredniowiecznych. Wyspecjalizował się w wykonywaniu dokumentacji fotograficznej wykopalisk, był głównym fotografem ekspedycji biskupińskiej. Wraz ze Zdzisławem Rajewskim zaprojektował balon na uwięzi do wykonywania zdjęć terenu wykopalisk z lotu ptaka, stając się w ten sposób jednym z pionierów archeologii lotniczej w Polsce. W 1937 za położone tam zasługi Kóčka został odznaczony Złotym Krzyżem Zasługi. W 1939 otrzymał obywatelstwo polskie i zawarł związek małżeński. Córką Wojciecha Kóčki jest Hanna Kóčka-Krenz – archeolog, profesor i dziekan Wydziału Historycznego Uniwersytetu im. Adama Mickiewicza w Poznaniu.

### Praca zawodowa
W 1939 miał objąć stanowisko kierownika Muzeum w Grudziądzu, ale uniemożliwił to wybuch II wojny światowej.  W lutym 1947 roku powrócił z Budziszyna do Polski i został adiunktem w Zakładzie Antropologii Uniwersytetu Wrocławskiego, brał udział w badaniach archeologicznych w Opolu na Ostrówku, a następnie we Wrocławiu. W 1948 otrzymał we Wrocławiu stopień doktora nauk przyrodniczych na podstawie pracy Wczesnodziejowa antropologia Słowian. Od 1949 aż do śmierci kierował wykopaliskami na Ostrowie Tumskim we Wrocławiu z ramienia Kierownictwa Badań nad Początkami Państwa Polskiego. W roku 1954 został docentem Uniwersytetu Wrocławskiego i kierownikiem Stacji Archeologicznej Instytutu Historii Kultury Materialnej PAN. W 1955 objął stanowisko docenta przy Katedrze Archeologii Polski IHKM w Poznaniu, później przekształconej w Zakład Archeologii Wielkopolski i Pomorza. W 1959 roku mianowano go profesorem nadzwyczajnym Uniwersytetu Adama Mickiewicza, a w 1960 kierownikiem Katedry Archeologii Polski i Powszechnej UAM. Zmarł niespodziewanie po operacji w szpitalu.
Jego zainteresowania naukowe wiązały się z problemami etnogenezy ludów europejskich, zwłaszcza Słowian, które starał się rozpatrywać metodami antropologii fizycznej, archeologii i językoznawstwa. Z kilkudziesięciu wydanych przez niego prac naukowych największe znaczenie, poza sprawozdaniami terenowymi z wykopalisk archeologicznych, ma jego rozprawa habilitacyjna, opublikowana w formie książkowej pt. Zagadnienia etnogenezy ludów Europy (Wrocław 1959).

### Działalność społeczno-polityczna
W okresie okupacji ukrywał się przed nazistami w Starym Mieście pod Leżajskiem, skąd pochodziła jego żona, a następnie w Mogielnicy w powiecie grójeckim. Pomimo iż był poszukiwany przez Gestapo, był zaangażowany w działalność podziemną, ucząc na tajnych kompletach. Wkrótce po zakończeniu wojny udał się na niemieckie Łużyce, gdzie piastował stanowisko sekretarza związku Serbów łużyckich „Domowina” z siedzibą w Budziszynie. Istniał wówczas projekt proklamowania niezależnego państwa Serbołużyczan, a Wojciech Kóčka był kandydatem na premiera tego państwa. Gdy zdał sobie sprawę z nierealności (głównie na skutek braku zgody ZSRR) tych zamierzeń, próbował wraz z rodziną wrócić do Polski, ale został aresztowany na granicy i odesłany do Budziszyna. Następnie przedostał się nielegalnie do Czechosłowacji, gdzie ukrywał się niemal przez rok. Jeszcze w tym okresie pełnił rolę emisariusza Domowiny w różnych negocjacjach z rządem polskim, m.in. z ówczesnym wicepremierem i ministrem Ziem Odzyskanych Władysławem Gomułką. Był sekretarzem budziszyńskiego Komitetu Słowiańskiego a następnie członkiem Komitetu Słowiańskiego w Polsce. Uczestnik plenum Komitetu Wszechsłowiańskiego w Warszawie w 1947 roku.